# Carevac
Carevac (en serbe cyrillique : Царевац) est un village de Serbie situé dans la municipalité de Veliko Gradište, district de Braničevo. Au recensement de 2011, il comptait 759 habitants.

## Démographie

### Évolution historique de la population
| 1948  | 1953  | 1961  | 1971  | 1981  | 1991  | 2002 | 2011 |
| ----- | ----- | ----- | ----- | ----- | ----- | ---- | ---- |
| 1 407 | 1 412 | 1 385 | 1 320 | 1 253 | 1 102 | 899  | 759  |

|  |